# Gerrit Wolsink
Gerrit Wolsink   (Hengelo, 3 de març de 1947) és un ex-pilot de motocròs neerlandès. Durant la dècada del 1970, com a pilot oficial de Suzuki, va ser un dels màxims aspirants al títol de Campió del Món de motocròs en 500cc, per bé que mai no el va aconseguir. Va assolir-ne, però, el Subcampionat les temporades de 1976 i 1979. Un dels seus principals èxits és haver estat cinc vegades guanyador del Gran Premi dels EUA (celebrat a Carlsbad, Califòrnia), entre 1974 i 1979, cedint-ne només la victòria el 1978 a Heikki Mikkola.
Dentista de formació, un cop acabats els estudis s'estimà més dedicar-se al motocròs, començant a competir com a pilot privat en el Campionat del Món de 500 cc amb una Husqvarna i després amb una Maico. El 1974 aconseguí una plaça a l'equip de fàbrica de Suzuki, tenint-hi per company a Roger De Coster. Amb el belga protagonitzaria recordats duels als circuits durant anys, arribant a disputar-li el títol la temporada de 1976, tot i que al final Wolsink fou subcampió.
Cap al final de la seva carrera practicà també l'enduro, havent format part de l'equip neerlandès que guanyà el Trofeu als ISDE de 1984, celebrats a Assen (Països Baixos). Un cop retirat de la competició, exercí de dentista i ocupà diversos càrrecs en l'àmbit de l'esport als Països Baixos.

## Palmarès al Campionat del Món de Motocròs
| Any  | Motocicleta | 500cc |
| ---- | ----------- | ----- |
| 1970 | Husqvarna   | 10è   |
| 1971 | Husqvarna   | 12è   |
| 1972 | Husqvarna   | 10è   |
| 1973 | Maico       | 5è    |
| 1974 | Suzuki      | 4t    |
| 1975 | Suzuki      | 3r    |
| 1976 | Suzuki      | 2n    |
| 1977 | Suzuki      | 3r    |
| 1978 | Suzuki      | 5è    |
| 1979 | Suzuki      | 2n    |
| 1980 | Maico       | 14è   |
| 1981 | Honda       | 10è   |
| 1982 | Honda       | 20è   |